# Dora (Zeichentrickserie, 2024)
Dora ist eine US-amerikanisch-kanadische Zeichentrickserie für Vorschulkinder, die seit 2024 produziert wird. Sie ist ein Reboot der von 2000 bis 2019 ausgestrahlten Serie Dora. Die Erstausstrahlung fand am 12. April 2024 bei Paramount+ statt. Die Erstausstrahlung im deutschsprachigen Raum war am 15. April 2024 auf Nick Jr. zu sehen.

## Handlung
Die Serie begleitet Dora und den Affen Boots auf ihren Abenteuern im Regenwald. Dora und ihre Freunde müssen zusammenarbeiten, um viele Hindernisse im Regenwald zu überwinden, darunter auch die Herausforderung durch Swiper.

## Synchronisation
Die deutsche Synchronisation der Serie entsteht bei der VSI Synchron GmbH. Für die Dialogregie sind Philip Süß und Rasmus Borowski verantwortlich.
Der musikalische Leiter ist Rasmus Borowski, der auch die deutschen Liedtexte verfasst.
| Rolle                  | Sprecher im Original     | Deutscher Sprecher | Deutscher Gesang    |
| ---------------------- | ------------------------ | ------------------ | ------------------- |
| Dora                   | Diana Zermeño            | Elise Lindner      | Magdalena Montasser |
| Boots                  | Asher Spence             | Pepe Zech          | Melina Witez        |
| Swiper                 | Marc Weiner              |                    |                     |
| Map                    | Anairis Quiñones         |                    |                     |
| Backpack               | Katarina Sky             |                    |                     |
| Der grummlige Troll    | Danny Burstein           |                    |                     |
| Tico                   | Donovan Monzon-Sanders   |                    | Tim Kreuer          |
| Isa                    | Tandi Fomukong           |                    | Muriel Bielenberg   |
| Benny                  | Quintún Muñoz-Rademacher | Jasper Holdt       |                     |
| Das große rote Huhn    | Chris Gifford            |                    |                     |
| Party-Trio – Armadillo | Danny Burstein           | Julia Bautz        | Julia Bautz         |
| Party-Trio – Marmoset  | Danny Burstein           | Rasmus Borowski    | Rasmus Borowski     |
| Party-Trio – Frosch    | Danny Burstein           | Tim Kreuer         | Rasmus Borowski     |
| Mami                   | Kathleen Herles          |                    |                     |
| Papi                   | Mike Smith Rivera        | Rasmus Borowski    | Rasmus Borowski     |
| Abuela                 | Maria Canals-Barrera     |                    |                     |
| Ale, der Alebrije      | Kate del Castillo        | Alexandra Wilcke   | Alexandra Wilcke    |

## Episodenliste

### Staffel 1
| Nummer (Episode) | Deutscher Titel                               | Originaltitel                     | Erstausstrahlung (USA) | Deutschsprachige Erstausstrahlung (Deutschland)                                                                       |
| 1                | Fangt den Flitzadu!                           | Catch the Quickatoo               | 12. April 2024         | 12. April 2024 (Paramount+) 14. April 2024 (Nick Jr.)                                                                 |
| 1                | Lorito, der kleine Papagei                    | Lost Lorito                       | 12. April 2024         | 12. April 2024 (Paramount+) 14. April 2024 (Nick Jr.)                                                                 |
| 2                | Alle Farben des Regenbogens                   | Rainbow's Lost Colors             | 12. April 2024         | 12. April 2024 (Paramount+) 15. April 2024 (Nick Jr.)                                                                 |
| 2                | Boots Gummiband-Ball                          | Boots’ Rubber Band Ball           | 12. April 2024         | 12. April 2024 (Paramount+) 15. April 2024 (Nick Jr.)                                                                 |
| 3                | Der magische Alebrije-Baum                    | The Alebrije Adventure            | 12. April 2024         | 12. April 2024 (Paramount+) 16. April 2024 (Nick Jr.)                                                                 |
| 3                | Eine köstliche Abkühlung                      | Let's Get A Paleta!               | 12. April 2024         | 12. April 2024 (Paramount+) 16. April 2024 (Nick Jr.)                                                                 |
| 4                | Das große rote Huhn                           | Big Red Chicken Wake Up!          | 12. April 2024         | 12. April 2024 (Paramount+) 17. April 2024 (Nick Jr.)                                                                 |
| 4                | Das rätselhafte Geschenk                      | The Mystery Gift                  | 12. April 2024         | 12. April 2024 (Paramount+) 17. April 2024 (Nick Jr.)                                                                 |
| 5                | Abenteuerlicher Freunde-Jahrestag             | Friendaversary Adventure          | 12. April 2024         | 12. April 2024 (Paramount+) 18. April 2024 (Nick Jr.)                                                                 |
| 5                | Swipers Überraschungsparty                    | Swiper's Birthday Surprise        | 12. April 2024         | 12. April 2024 (Paramount+) 18. April 2024 (Nick Jr.)                                                                 |
| 6                | Der kleine Axolotl                            | The Little Axolotl                | 12. April 2024         | 12. April 2024 (Paramount+) 21. April 2024 (Nick Jr.)                                                                 |
| 6                | Das Seifenblasen-Malheur                      | Bubble Trouble                    | 12. April 2024         | 12. April 2024 (Paramount+) 21. April 2024 (Nick Jr.)                                                                 |
| 7                | Regenwald Rhythmus                            | Rainforest Ritmo                  | 12. April 2024         | 12. April 2024 (Paramount+) 4. April 2024 (Nick Jr., Regenwald Rhythmus) 11. April 2024 (Nick Jr., Die magische Nuss) |
| 7                | Die magische Nuss                             | The Magic Nut                     | 12. April 2024         | 12. April 2024 (Paramount+) 4. April 2024 (Nick Jr., Regenwald Rhythmus) 11. April 2024 (Nick Jr., Die magische Nuss) |
| 8                | Die verzauberte Musikschatulle                | Tiny Dancer                       | 12. April 2024         | 12. April 2024 (Paramount+) 23. April 2024 (Nick Jr.)                                                                 |
| 8                | Das Wolkenkissen                              | The Sleepy Sun                    | 12. April 2024         | 12. April 2024 (Paramount+) 23. April 2024 (Nick Jr.)                                                                 |
| 9                | Der Besondere-Kuchen-Tag                      | Tres Leches Trouble               | 12. April 2024         | 12. April 2024 (Paramount+) 2. März 2024 (Nick Jr.)                                                                   |
| 9                | Der musikalische Wald                         | Wizzle Wozzle Woo                 | 12. April 2024         | 12. April 2024 (Paramount+) 2. März 2024 (Nick Jr.)                                                                   |
| 10               | Schlaft ein, Baby-Krokos / Der Empanada-Stand | Croc-A-Bye Baby / Wanna Empanada? | 12. April 2024         | 12. April 2024 (Paramount+) 25. April 2024 (Nick Jr.)                                                                 |
| 10               | Boots und seine Stiefel / Die Piñata-Party    | If the Boot Fits / Piñata Party   | 12. April 2024         | 12. April 2024 (Paramount+) 25. April 2024 (Nick Jr.)                                                                 |
| 11               | Ticos und Bip Bips große Show                 | Tico and Bip Bip's Big Show       | 12. April 2024         | 13. September 2024 (Paramount+) 15. September 2024 (Nick Jr.)                                                         |
| 11               | Der Verkehrt-rum-Zauber                       | Wonky Wishing Wand                | 12. April 2024         | 13. September 2024 (Paramount+) 15. September 2024 (Nick Jr.)                                                         |
| 12               | Ein Guayabera für Tico                        | A Guayabera For Tico              | 12. April 2024         | 13. September 2024 (Paramount+) 16. September 2024 (Nick Jr.)                                                         |
| 12               | Sternschnuppen                                | Falling Estrellas                 | 12. April 2024         | 13. September 2024 (Paramount+) 16. September 2024 (Nick Jr.)                                                         |
| 13               | Shellys Muschel                               | Crabby Boots                      | 12. April 2024         | 13. September 2024 (Paramount+)17. September 2024 (Nick Jr.)                                                          |
| 13               | Das Familien-Picknick                         | Papi's Picnic Party               | 12. April 2024         | 13. September 2024 (Paramount+)17. September 2024 (Nick Jr.)                                                          |

### Staffel 2
| Nummer (Episode) | Deutscher Titel                   | Originaltitel               | Erstausstrahlung (USA) | Deutschsprachige Erstausstrahlung (Deutschland)                                                                                                  |
| 14               | Riesengroßer Boots                | Big Big Boots               | 13. September 2024     | 13. September 2024 (Paramount+) 18. September 2024 (Nick Jr.)                                                                                    |
| 14               | Backpack in der Klemme            | Backpack’s Sticky Situation | 13. September 2024     | 13. September 2024 (Paramount+) 18. September 2024 (Nick Jr.)                                                                                    |
| 15               | Die Tarn-Decke                    | A Piñata for Mami           | 13. September 2024     | 13. September 2024 (Paramount+) 19. September 2024 (Nick Jr.)                                                                                    |
| 15               | Eine Piñata für Mama              | Invisi-Swiper               | 13. September 2024     | 13. September 2024 (Paramount+) 19. September 2024 (Nick Jr.)                                                                                    |
| 16               | Isas Königliche Gartenparty       | Isa's Royal Garden Party    | 13. September 2024     | 13. September 2024 (Paramount+) 22. September 2024 (Nick Jr.)                                                                                    |
| 16               | Sammys Überraschung               | Sammy's Surprise            | 13. September 2024     | 13. September 2024 (Paramount+) 22. September 2024 (Nick Jr.)                                                                                    |
| 17               | Das Bananen-Fest                  | The Floor is Guava          | 13. September 2024     | 13. September 2024 (Paramount+) 23. September 2024 (Nick Jr.)                                                                                    |
| 17               | Wir sind die Grummels             | We Are the Grumpies         | 13. September 2024     | 13. September 2024 (Paramount+) 23. September 2024 (Nick Jr.)                                                                                    |
| 18               | Die Krebs-Hochzeit                | Crabby Wedding              | 13. September 2024     | 13. September 2024 (Paramount+) 24. September 2024 (Nick Jr.)                                                                                    |
| 18               | Vickys Flöte                      | The Cloud Kingdom           | 13. September 2024     | 13. September 2024 (Paramount+) 24. September 2024 (Nick Jr.)                                                                                    |
| 19               | Rutschpartie mit Claudia          | Partly Claudia              | 13. September 2024     | 13. September 2024 (Paramount+) 25. September 2024 (Nick Jr., Rutschpartie mit Claudia) 26. September 2024 (Nick Jr., Ranitas magische Streifen) |
| 19               | Ranitas magische Streifen         | Ranita's Magic Stripes      | 13. September 2024     | 13. September 2024 (Paramount+) 25. September 2024 (Nick Jr., Rutschpartie mit Claudia) 26. September 2024 (Nick Jr., Ranitas magische Streifen) |
| 20               | Die vier Grummels                 | Troll Jelly                 | 13. September 2024     | 6. Dezember 2024 (Paramount+)8. Dezember 2024 (Nick Jr.)                                                                                         |
| 20               | Katzen-Zauber                     | Catch That Kitty!           | 13. September 2024     | 6. Dezember 2024 (Paramount+)8. Dezember 2024 (Nick Jr.)                                                                                         |
| 21               | Blumen-Sitten ist nicht einfach   | Adventures in Plantsitting  | 13. September 2024     | 6. Dezember 2024 (Paramount+) 9. Dezember 2024 (Nick Jr.)                                                                                        |
| 21               | Andrea, das Alebrije-Mädchen      | Andrea the Alebrije         | 13. September 2024     | 6. Dezember 2024 (Paramount+) 9. Dezember 2024 (Nick Jr.)                                                                                        |
| 22               | Das Regenwald-Rennen              | Rainforest Race             | 13. September 2024     | 6. Dezember 2024 (Paramount+) 10. Dezember 2024 (Nick Jr.)                                                                                       |
| 22               | Gackernder Geburtstag             | Bok Bok Birthday            | 13. September 2024     | 6. Dezember 2024 (Paramount+) 10. Dezember 2024 (Nick Jr.)                                                                                       |
| 23               | Zu viele Swipers                  | Too Many Swipers            | 13. September 2024     | 6. Dezember 2024 (Paramount+) 11. Dezember 2024 (Nick Jr.)                                                                                       |
| 23               | Batteos Baseball-Spiel            | Bateo's Home Run            | 13. September 2024     | 6. Dezember 2024 (Paramount+) 11. Dezember 2024 (Nick Jr.)                                                                                       |
| 24               | Das Große Grandma-Wettkochen      | The Great Abuela Cook-Off   | 13. September 2024     | 6. Dezember 2024 (Paramount+) 12. Dezember 2024 (Nick Jr., Das Große Grandma-Wettkochen) 15. Dezember 2024 (Nick Jr., Wo ist Map?)               |
| 24               | Wo ist Map?                       | Missing Map                 | 13. September 2024     | 6. Dezember 2024 (Paramount+) 12. Dezember 2024 (Nick Jr., Das Große Grandma-Wettkochen) 15. Dezember 2024 (Nick Jr., Wo ist Map?)               |
| 25               | Der Zungenknoten                  | Tongue Twisted Roll         | 13. September 2024     | 6. Dezember 2024 (Paramount+) 16. Dezember 2024 (Nick Jr., Der Zungenknoten)17. Dezember 2024 (Nick Jr., Mampfi und die Wolkenblume)             |
| 25               | Mampfi und die Wolkenblume        | Chompy and the Cloud Flower | 13. September 2024     | 6. Dezember 2024 (Paramount+) 16. Dezember 2024 (Nick Jr., Der Zungenknoten)17. Dezember 2024 (Nick Jr., Mampfi und die Wolkenblume)             |
| 26               | Die Schatzkarte                   | Tío Tesoro's Treasure Hunt  | 13. September 2024     | 6. Dezember 2024 (Paramount+) 18. Dezember 2024 (Nick Jr., Die Schatzkarte)19. Dezember 2024 (Nick Jr., Das Familien-Erinnerungs-Kästchen)       |
| 26               | Das Familien-Erinnerungs-Kästchen | The Great Key Mystery       | 13. September 2024     | 6. Dezember 2024 (Paramount+) 18. Dezember 2024 (Nick Jr., Die Schatzkarte)19. Dezember 2024 (Nick Jr., Das Familien-Erinnerungs-Kästchen)       |